# Ethel Ronzoni Bishop
Pour les articles homonymes, voir Bishop.
Ethel Ronzoni Bishop (née le 21 août 1890 - 1975) est une biochimiste et physiologiste américaine.

## Jeunesse et éducation
Ethel Ronzoni naît en Californie. Elle obtient sa licence au Mills College en 1913, sa maîtrise à l'université Columbia en 1914 et son doctorat à l'université du Wisconsin en 1923.

## Travail

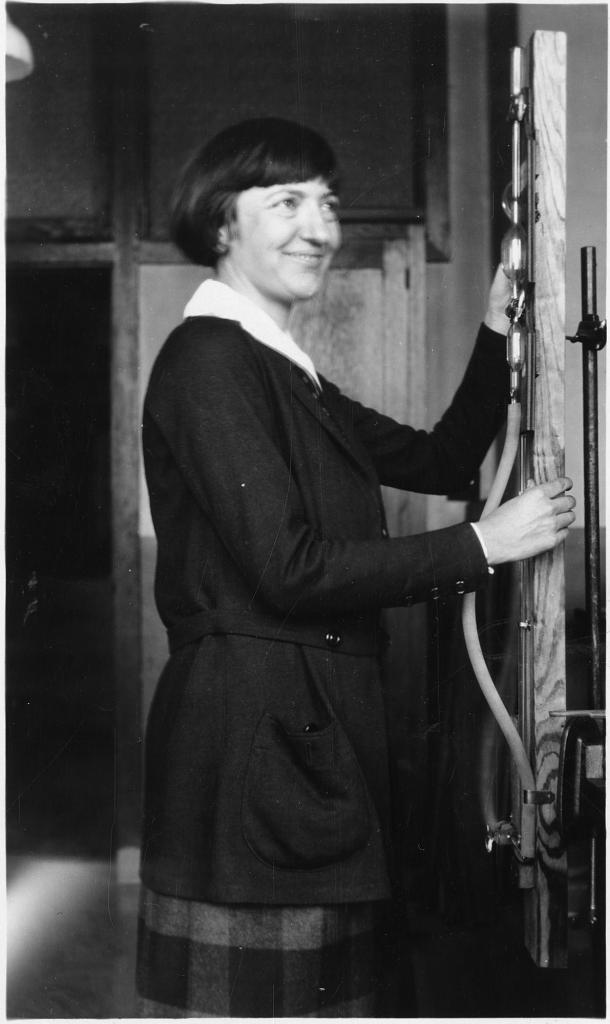
Ethel Ronzoni

Ronzoni est instructrice d'économie domestique à l'université du Missouri de 1914 à 1917, et est professeure adjointe d'économie domestique à l'université du Minnesota pour l'année universitaire 1917-18.
Après l'obtention de son doctorat, Ethel Bishop rejoint l'école de médecine de l'université de Washington en 1923, où elle travaille comme professeure adjointe jusqu'en 1943 ; il semble qu'elle soit la première femme à avoir rejoint le corps enseignant de l'école. Pendant son séjour, elle dirige le laboratoire de chimie du département de médecine et de l'hôpital Barnes. En 1943, elle est promue professeure associée de biochimie, poste qu'elle a occupé jusqu'à sa retraite en 1959. Après la Seconde Guerre mondiale, elle est passée à la neuropsychiatrie et dirige le laboratoire du département de psychiatrie.
En tant que chercheuse, Ethel Bishop s'est principalement intéressée au métabolisme des glucides. Elle a également mené des recherches sur le métabolisme des acides aminés, les hormones stéroïdes et la biochimie musculaire,.

## Vie personnelle
Pendant ses études à l'université du Wisconsin, Ronzoni rencontre George Holman Ethel Bishop, qui travaillait également à l'université de Washington. Ronzoni et Ethel Bishop ont vécu dans la maison historique William Long Log House ; après la mort de Ronzoni en 1975, le comté de St. Louis a repris la maison.